# Szvecsa
Szvecsa (oroszul: Свеча) városi jellegű település Oroszország Kirovi területén, a Szvecsai járás székhelye. 
Lakossága: 4760 fő (a 2010. évi népszámláláskor).
A Kirovi terület nyugati részén, Kirov területi székhelytől 176 km-re fekszik. Vasútállomás a transzszibériai vasútvonal északi ágának Sarja–Kotyelnyics közötti szakaszán. Az azonos nevű folyóról kapta nevét.
A Vologda–Vjatka (Kirov régi neve) vasútvonal építésekor (1902–1906), 1903-ban keletkezett az állomás építőinek településeként. 1929 óta járási székhely. 